# 語用論
語用論（ごようろん、英: pragmatics）とは、言語表現とそれを用いる使用者や文脈との関係を研究する言語学の一分野である。話者のことばの運用 (言語使用) を学問する研究分野であり、その性質等を理論的に解明するアプローチに加え、実験観察等に基づいた言語運用の側面からのアプローチもあることから、理論言語学と応用言語学の両方に属する。

## 主要な語用論研究

### オースティンの発話行為論
ジョン・L・オースティンは、言語表現が命令・依頼・約束などの機能を果たす側面に注目し、はじめて体系的な議論を行った。オースティンは「命じる」「誓う」のように、それを用いること自体で何らかの行為が実行される動詞を遂行動詞と呼び、遂行動詞の用いられていない文について隠れた遂行的機能を明らかにすることを遂行分析として定式化した。オースティンはまた、話すこと自体を発語行為、それによって行われる命令・約束などの行為を発語内行為、それによって間接的に引き起こされる行為を発語媒介行為として区別し、言語表現がもつ発話内行為を引き起こす力を指して発語内効力と呼んだ。

### サールの発話行為論
オースティンの研究を継承して発話行為の分析を行ったのがジョン・サールである。サールは、現実の会話において重要なのは真偽ではなくその状況における適切性であるとし、命題内容条件・準備条件・誠実性条件・本質条件の4つからなる適切性条件を提案した。サールによれば、「今何時か判りますか」という発話は、相手が時刻を伝えることが可能であるという適切性条件の成立を確認することで、実際には時間を教えてくれという依頼間接発話行為として機能する。

### グライスの協調の原理
ポール・グライスは言語表現が間接的に果たす機能を説明する協調の原理を提案し、今日の語用論の基礎を作り上げた。協調の原理は、次の4つの会話の公理からなる。
1. 量の公理 - 求められているだけの情報を提供しなければいけない。
2. 質の公理 - 信じていないことや根拠のないことを言ってはいけない。
3. 関連性の公理 - 関係のないことを言ってはいけない。
4. 様式の公理 - 不明確な表現や曖昧なことを言ってはいけない。

これらの公理は、会話の参加者が情報を効果的に伝達しようとしている場合に、守られていると仮定されるものである。例えば、「今いくら持っている？」と聞かれて、実際には1200円持っているにもかかわらず「200円持っている」と答えた場合、論理的には真であるが、質の公理に違反しているために不適切な発話となる。
また例えば、「カラオケ行かない？」と聞いて「明日試験なんだ」と言われた場合、相手が会話に協力的であると考えるならば、関連性の公理に基づいて、試験がカラオケに行けない理由であることが推論される。話し手の発話が会話の公理に沿って解釈できない場合は、会話に協力的でないか、あるいは冗談として見なされる。
ジェフリー・リーチはこれを発展させ、新たにポライトネスの原理を導入して敬語や皮肉表現などの分析を行った。

### 関連性理論
関連性理論はディアドリ・ウィルソンとダン・スペルベルが1986年に提唱した理論で、グライスの理論では曖昧であった関連性を理論の中心に据え、意図的な情報伝達とは、それが最適な関連性をもつということを伝達するものであるとする理論である。最適な関連性とは、できるだけ少ない労力で最大の情報が得られることを指している。また、表意と呼ばれる「文字通りの意味」と、そこから得られる推意と呼ばれる「言いたいこと」との区別を厳密に定式化している。

## 語用論の関連分野
一部の形式意味論では文を越えた現象を扱うこともあり、意味論と語用論の境界はそれほど明確ではない。また、認知言語学の立場では、文脈を離れた言語の命題的意味を切り離すことはできないと考えることが多い。また、表現の背後にある意図を読み取ることは、コンピュータによる自然言語理解にとっても究極的な課題の一つである。
また、中間言語語用論というものも存在する。中間言語とは第２言語を習得中の未完成の状態を指す。この第２言語の感覚で語用論を使用するとなると、言語能力には長けているが、その国の文化背景や言語のルールを知らない為、（例えば、「バッテリーが上がった」は切れたという意味を指すが、意味論では文字通り上に上がると解釈できるため、外国人日本語学習者には感覚のズレが生じる可能性が高い。）意図する内容が違う形で伝達されるものを指す。例えば、日本語で、「～ください」は場合によっては命令語になる可能性が高いが、敬語が使用されている為、配慮で使ったつもりがかえって命令形に聞こえてしまい誤解を伴う場合を指す。これを有害な中間言語語用論「有害なプラグマティック・トランスファー」と呼ぶ。これは生駒・志村（1993年論文）で唱えられた名称である。

## 著名な研究者
- 坪本篤朗
- 小泉保
- 山梨正明
- 加藤重広
- 滝浦真人
- 山岡政紀
- 宇佐美まゆみ
- 小野寺典子
- 椎名美智